# ヨウ化シアン
ヨウ化シアン（ヨウかシアン、英cyanogen iodideまたはiodine cyanide）は化学式 ICN で表される有毒な無機化合物であり、ヨウ素とシアンの擬ハロゲン化合物である。分析用試薬として、主にチオ硫酸ナトリウム溶液の容量分析に使われる。

## 製法、反応
水中でヨウ素とシアン化ナトリウムを反応させたのち塩素を加えて冷却し、生成物をエーテルで抽出する。146.5℃以下で結晶を生じる。ヨウ化シアンを水酸化ナトリウム溶液に加えると、シアン化ナトリウム・ヨウ化ナトリウム・ヨウ素酸ナトリウムを生じる。

## 安全性
強い毒性と催涙性があり、目・皮膚・気道に対し強い刺激性がある。細胞呼吸に影響を与え、痙攣や意識喪失が生じ、重篤な場合には死に至る。長期的には甲状腺に障害を及ぼすことがある。酸・塩基・アンモニア・アルコールとの接触、二酸化炭素との反応で猛毒のシアン化水素を生じる。水との緩やかな反応でもシアン化水素を生成する。不燃性であるが加熱により分解し、有毒ガスを生じる。